# جايسون ويلر
جايسون ويلر (بالإنجليزية: Jason Wheeler)‏ هو لاعب كرة قاعدة أمريكي، ولد في 27 أكتوبر 1990 في توررانسي في الولايات المتحدة.

## وصلات خارجية
- جايسون ويلر على موقع دوري كرة القاعدة الرئيسي (الإنجليزية)
- جايسون ويلر على موقع دوري كوريا الجنوبية لكرة القاعدة (الإنجليزية)
- جايسون ويلر على موقعبيزبول رفرنس.كوم (الدوري الرئيسي) (الإنجليزية)
- جايسون ويلر على موقعبيزبول رفرنس.كوم (الدوري الثانوي) (الإنجليزية)
- جايسون ويلر على موقع إي إس بي إن.كوم (أم.أل.بي) (الإنجليزية)
- جايسون ويلر على موقع مشجعي الرسوم البيانية (الإنجليزية)